# Gears of War (jogo eletrônico)
Gears of War é um jogo eletrónico de tiro em terceira pessoa de ficção científica, produzido pela Epic Games, publicado pela Microsoft Game Studios e lançado no dia 7 de Novembro de 2006, inicialmente com exclusividade para Xbox 360. Foi pela primeira vez revelado por Cliff Bleszinski na E3 de 2005.
O jogo centra no Esquadrão Delta, um grupo de soldados da  COG (Coalition of Ordered Governments) que recebe a missão de salvar o planeta Sera do exército Locust. O jogador controla Marcus Fenix, um ex-prisioneiro, e um possível segundo jogador controla "Dom" Santiago.
Gears of War foi aclamado pela crítica, ganhando prémios de "Jogo do Ano" em diversos sites e publicações, e vendeu mais de 3 milhões de cópias. Também tornou-se o jogo mais jogado no Xbox Live, superando Halo 2 que ocupara esta posição desde a sua saída em 2004. Uma adaptação para cinema está em produção, e o jogo foi revelado ser o primeiro de uma trilogia. A Microsoft anunciou uma conversão para Microsoft Windows e o vice-presidente da Epic, Mark Rein, anunciou conversão para Macintosh. A primeira continuação, Gears of War 2, foi lançada em 2008. Em 1º de dezembro de 2013 foi disponibilizada na promoção Games With Gold da Microsoft onde ficou disponível até dia 15 de dezembro do mesmo ano.

## História
Em algum lugar no futuro, os seres humanos colonizaram em massa um planeta chamado "Sera". Após anos de exploração dos recursos naturais do planeta, os mesmos começaram a se esgotar, antes que o planeta ficasse sem recursos um acidente com uma broca de petróleo acabou revelando um líquido viscoso, verde fosforescente mais tarde chamado de Imulsion.
A princípio o Imulsion não tinha utilidade nenhuma até que o cientista Helen Cooper criou o processo LightMass (um tipo de fusão a frio que libera muita energia).
O processo foi capaz de transmutar Imulsion em uma fonte de energia barata e eficiente. Para um planeta com fome de energia e que enfrentava uma espécie de crise de energia a longo prazo,o Imulsion foi a solução perfeita: eficiente, limpo e bastante abundante. Como a extração e transformação de Imulsion começou a pegar a vapor, certas nações acabaram colhendo grandes recompensas pela sua venda, enquanto os outros países menos afortunados foram perdendo os lucros. Com o tempo, Imulsion especulação nos mercados financeiros acabaram desenfreado moedas e economias inteiras e tornou-se ligado ao seu valor. Isso acabou resultando em um grande colapso econômico no planeta Sera.
Como Imulsion era vendida a preços extremamente baixos isso acabou aleijando o setor financeiro. A crise econômica provocou ações militares, e os poucos países que possuíam uma abundância de reservas Imulsion logo se viram em guerra com as nações que não eram tão afortunadas, em um conflito conhecido como Guerras Pendulum (Pendulum Wars).
Havia dois lados na guerra, o COG e o UIR, sendo que o segundo representava os países "pobres" em Imulsion, após mais de 75 anos de guerra que devastaram Sera, o COG acabou vencendo devido a arma "Hammer of dawn" um poderoso canhão orbital que poderia devastar cidades inteiras, com isso os exércitos da UIR acabaram se rendendo.
Quando o povo de Sera começava a se recuperar dos longos anos de guerra aconteceu o Dia da Emergência (Emergence Day).
Em um ataque surpresa, milhares de criaturas conhecidas como Locust saíram do subsolo de Sera matando todos seres humanos em seu caminho. Mais de 90% da população de Sera foi morta nas primeiras 24 horas, os líderes do governo COG evacuaram todos sobreviventes para a cidade de Jacinto, um dos poucos lugares seguros do planeta devido ao solo, composto de granito que impedia a invasão dos Locust, e então destruiram boa parte do planeta com satélites "Hammer of Dawn" na esperança de destruir os Locust e impedir que mais deles subissem e usassem os recursos da superfície.
Os poucos humanos que sobraram travaram uma batalha que durou mais de 10 anos, nesses anos, um jovem oficial dos Gears, o exército dos COG, que havia se destacado nas guerras do pendulo chamou mais a atenção, Marcus Fenix.
Marcus subia rapidamente de posto até que tudo mudou, durante o Dia de Emergência, Marcus abandonou seu posto no campo de batalha na tentativa de salvar seu pai. A única família que lhe restava. Aparentemente, Marcus não conseguiu salvar seu pai, Adam Fenix (O corpo nunca foi encontrado).
Condenado por deserção por um tribunal militar, Marcus Ficou 14 anos preso na prisão de segurança máxima de Jacinto até ser resgatado por seu melhor amigo, Dominic Santiago.
Extremamente debilitado, o Gear precisava de soldados experientes para um missão que poderia derrotar de vez os Locust por isso Marcus foi libertado.
Após a morte do comandante da força Delta, Minh Young Kim, pelas mãos do General Locust RAAM, Marcus assumiu o posto de sargento do time Delta que teria como objetivo a "Operação LightMass" que consistia em largar uma bomba LightMass (equivalente a 10 atômicas) em uma profunda fenda de um vale de Sera que aparentemente levava ao centro das forças Locust.
Bem sucedido nessa missão, Marcus e o time Delta conseguirem causar uma reviravolta favorável aos humanos na guerra. Pena que ela não duraria muito.
A bomba matou milhares de Locust e Kantus, claro, mas acabou causando efeitos colaterais. Ela vaporizou grandes fontes de Imulsion que acabou se tornando um gás tóxico aos humanos e despertou os Lambent um parasita gigante há muito tempo adormecido.

## Jogabilidade
Desenvolvedores afirmaram que o jogo teve como inspirações primárias Resident Evil 4 (pelo ponto de vista sobre o ombro) e kill.switch (pelo sistema tático de cobertura).
A jogabilidade tem foco em se  sobre atacar com força bruta, dando inclusive menor número de armas ao jogador. O arsenal inclui fuzil de assalto, espingarda, pistola, rifle de sniper e granadas explosivas e de fumaça, além de combate físico. O rifle de assalto "Lancer" inclui uma baioneta com motosserra, que mata inimigo instantaneamente.
Todas as paredes, muros, escombros, objetos e imperfeições do terreno podem ser usadas como proteção durante o fogo-cruzado. Por exemplo, durante uma troca de tiros pode-se ficar atrás de uma barricada, movimentar-se por ela com agilidade e imediatamente pular para se escorar em outro lugar.
Os movimentos para tais ações estão concentrados em um único botão, o qual permite correr, esquivar-se, dar cambalhotas e se esconder rapidamente. A novidade por aqui é a seguinte: uma vez protegido, é possível atirar nos inimigos de duas formas. A primeira é a mais semelhante aos filmes de guerra, quando os soldados se encontram num cenário caótico, com tiros para todos os lados. O melhor é apenas colocar a arma para fora da trincheira e mandar bala sem saber em quem está atirando.
Isso pode ser feito em qualquer lugar, no entanto o controle fica mais instável e a mira, é claro, não aparece na tela. A sensação de jogo nesta situação é de desespero, porque você só atira assim quando está querendo matar ou afastar seus oponentes a todo custo. É a melhor opção para ataques furtivos ou em massa, quando você está tomando “chumbo grosso” e não pode mostrar um fio de cabelo aos lagartões.
Já no segundo caso, utiliza-se o gatilho esquerdo do controle para ativar a mira e se aproximar do rosto do personagem, transformando a visão, até então em terceira pessoa, para a de primeira. Esta é a forma mais consciente de matar um Locust, visto que basta atingi-lo na cabeça para matá-lo instantaneamente. Outra característica primordial, que deve ser levada em consideração, é o recarregamento das armas. Diferente dos outros games, apertar o botão para efetuar tal ação não é tudo o que jogador precisa para voltar a debulhar os adversários. Em Gears of War é necessário ter coordenação motora para recarregar no momento ideal.
Após apertar o botão para recarregar, um minigame surge em forma de uma barra horizontal, a qual possui 3 partes distintas. Nela, o jogador deve apertar o mesmo botão, enquanto uma reta vertical percorre a barra, para fazer com que o protagonista alcance o sucesso no carregamento ao escolher o ponto perfeito. Caso contrário, a ação demora e ele perde segundos preciosos. Então, um bom jogador é aquele que consegue vidrar os olhos no combate sem deixar de visualizar a quantidade de munição, estando preparado para carregar no momento exato ou, através de reflexos rápidos, fugir de situações inesperadas quando as balas acabarem.
Os ataques mais divertidos ficam por conta dos golpes corpo a corpo, executados para moer os lagartos a curta distância. São essenciais para aniquilar os monstros de pequeno porte que conseguem se aproximar com uma velocidade incrível. Além disso, a metralhadora principal da coalizão humana, Lancer, possui nada menos que uma motosserra como baioneta. Afinal, nada mais convidativo do que um ataque insano, no qual os oponentes são retalhados ao meio com direito a poucos segundos de animação.
À primeira vista, a jogabilidade parece ser complicada e cheia de minúcias, contudo o sistema é intuitivo e em poucos minutos você estará detonando todo pedaço de vida que passar pelos seus olhos. Todavia, os desacostumados com jogos de tiro no videogame, em um primeiro momento, sentirão dificuldade devido à coordenação exigida nos dois analógicos. Falando nisso, o analógico que controla a câmera merece grande destaque, uma vez que a sensibilidade está apurada e reflete o ótimo trabalho da equipe de desenvolvimento na adaptação dos comandos para o controle do X360.
Quando se fala que Gears of War inovou em vários aspectos, não é mera suposição ou fanatismo. O game conseguiu reinventar o gênero de ação, já saturado pela quantidade de títulos semelhantes no mercado. A prova disso é o sistema de danos, no qual GOW é original novamente. Ao tomar tiros, uma engrenagem é exibida na tela. Na medida em que o personagem é atacado, a roda dentada vai sendo preenchida de sangue e, se uma caveira aparecer, você já era!
A vantagem deste sistema é a versatilidade adquirida, pois basta se esconder para recuperar a vida imediatamente. Assim, quando a engrenagem desaparece, o personagem pode retomar o ataque. É prático e funcional. O único cuidado que o jogador deve ter é nos combates corpo a corpo, não raro eles podem ser mortais, dependendo do oponente.
A história de Gears of War é dividida em 5 atos, os quais também contém capítulos divididos em diversos checkpoints (pontos onde o jogo é salvado) espalhados pelos cenários. Tais pontos estão bem definidos, tornando o game mais fluido e fácil, inexistindo períodos onde o jogador teria que refazer uma determinada fase. Mas para muitos, a campanha principal do jogo ficou devendo porque possui entre 8 a 10 horas de jogo. Entretanto, se deve olhar para o jogo com outros olhos, já que existem diferentes níveis de dificuldade e um sistema online robusto, permitindo diversos replays para fechar o game novamente.
Por falar em dificuldade, ao todo são três os níveis disponibilizados: casual, hardcore (muito difícil) e insane (insano). O último é recomendado apenas para os mais fanáticos e doentes pelo game, visto que os lagartos são implacáveis e não dão chances para os inexperientes. Ao concluir os capítulos, é possível retornar a eles pelo menu do jogo. Assim, você pode refazê-los em qualquer dificuldade na hora que bem entender. Ponto positivo para a produtora.
Há ainda, distribuídas por todo o jogo, as COG Tags (fazendo trocadilhos com as Dog Tags, medalhas usadas pelos soldados para identificarem seus cadáveres caso morram) dos soldados veteranos mortos em batalha. No total são 30 suvenires para Fenix e Dom colecionarem (33 na versão para PC). Na medida em que você os captura, conquistas no Xbox 360 são desbloqueadas.

### Multijogador
Gears of War habilita multijogador por tela dividida, online (com Xbox Live e System Link (ligar dois consoles por meio de um cabo ethernet).
Há a campanha cooperativa, com outro jogador no mesmo Xbox ou online no papel de Dom. Às vezes os dois jogadores vão por caminhos separados, reiniciando do checkpoint anterior caso um morra. Ambos também podem se ressuscitar e se ajudar de maneiras impossíveis com companheiros virtuais.
No modo combativo, uma equipe seleciona os COGs e outra os Locusts. Há três maneiras de disputa:
- Warzone (zona de guerra): deathmatch normal, com um time exterminando o outro. Pode-se regular o tempo que um jogador morre se não for revivido de 5 a 60 segundos (chamado de "tempo de exsanguinação"). Um patch altera o número de ressureições de infinitas para duas.Uma partida é dividida em várias rodadas, ganha a rodada a equipe que eliminar mais adversários por um tempo definido pelo host e ganha a partida quem ganhar mais rodadas, o jogo ainda conta com um ranking de jogadores.
- Execution (execução): similar a Warzone, exceto que a equipe tem de matar o jogador caído senão este revive automaticamente ao final do período de exsanguinação, uma partida é dividida em várias rodadas, ganha a rodada a equipe que eliminar todos os adversários e ganha a partida quem ganhar um número de rodadas definido pelo host, o jogo ainda conta com um ranking de jogadores.
- Assassination (assassinato):É parecido com o Warzone e o Execution porém exige matar o líder da outra equipe.
- Annex: variante do "King of the Hill" o time tem de manter controle de uma área ou objetivos.

## Trilha sonora
A trilha sonora do jogo foi lançada em 31 de julho de 2007 pela Sumthing Else Music Work, contendo 28 faixas. As canções foram compostas por Kevin Riepl que já trabalhou com a Epic Games em trilhas sonoras para os jogos Unreal Tournament 2003 e Unreal Championship.

### Faixas
| N.º            | Título                       | Duração |  |
| 1.             | "Gears of War"               | 4:30    |  |
| 2.             | "14 Years After E-Day"       | 2:55    |  |
| 3.             | "Jacinto Prison"             | 2:50    |  |
| 4.             | "Attack of the Drones"       | 2:07    |  |
| 5.             | "Embry Square"               | 3:04    |  |
| 6.             | "Fish in a Barrel"           | 2:55    |  |
| 7.             | "House of Sovereigns"        | 5:33    |  |
| 8.             | "Minh's Death"               | 1:25    |  |
| 9.             | "Entering the Tombs"         | 1:17    |  |
| 10.            | "Tomb of the Unknowns"       | 1:32    |  |
| 11.            | "Ephyra Streets I"           | 3:01    |  |
| 12.            | "Ephyra Streets II"          | 1:42    |  |
| 13.            | "Miserable Wretches"         | 2:03    |  |
| 14.            | "Stay in the Light"          | 2:02    |  |
| 15.            | "Chap's Gas Station"         | 1:23    |  |
| 16.            | "Fill 'er Up at Chap's"      | 2:16    |  |
| 17.            | "I Will Kryll You"           | 2:37    |  |
| 18.            | "Locust, Wretches & Kryll"   | 2:22    |  |
| 19.            | "Imulsion Mines"             | 3:08    |  |
| 20.            | "East Barracade Academy"     | 2:04    |  |
| 21.            | "The Fenix Estate"           | 1:41    |  |
| 22.            | "Locust Infestation"         | 1:41    |  |
| 23.            | "Hidden Lab"                 | 1:59    |  |
| 24.            | "Running With Boomers"       | 2:51    |  |
| 25.            | "Oh the Horror"              | 1:34    |  |
| 26.            | "Train Wreck - Locust Theme" | 1:40    |  |
| 27.            | "Train Ride to Hell"         | 3:55    |  |
| 28.            | "Gears of War Reprise"       | 3:01    |  |
| Duração total: | Duração total:               | 47:29   |  |

## Desenvolvimento

### Requerimentos
Requerimentos mínimos:
- CPU: Intel® Pentium® 4 2.4 GHz, AMD® Athlon™ 64 2800+ processador ou qualquer processador 1.8Ghz Dual Core ou melhor.
- RAM: 512MB RAM (768MB para Windows Vista)
- HD: 12GB de espaço livre
- GFX: NVIDIA® Geforce™ 6600, ATI® Radeon® 9800Pro ou melhor

Requerimentos recomendados:
- CPU: Intel 2.4 GHz Dual Core / AMD 2.0 GHz ou melhor
- RAM: 1GB for XP e 2GB para Vista
- HD: 12GB de espaço livre
- GFX: 3.0 Shader Support, Nvidia Geforce 7800, ATI Radeon X1800 ou melhor.